# Afrocucumis africana
Espèce
Afrocucumis africana est une espèce d'holothuries (concombre de mer) de la famille des Sclerodactylidae.

## Description et caractéristiques
C'est une holothurie de petite taille (5 cm maximum), de forme cylindrique, légèrement pointue aux extrémités. Le corps est de couleur uniforme, plutôt sombre (parfois légèrement plus clair sur la face ventrale). Elle est couverte de podia proportionnellement gros, sur un épiderme par ailleurs lisse, doux et ferme. La bouche est entourée de 20 tentacules. 

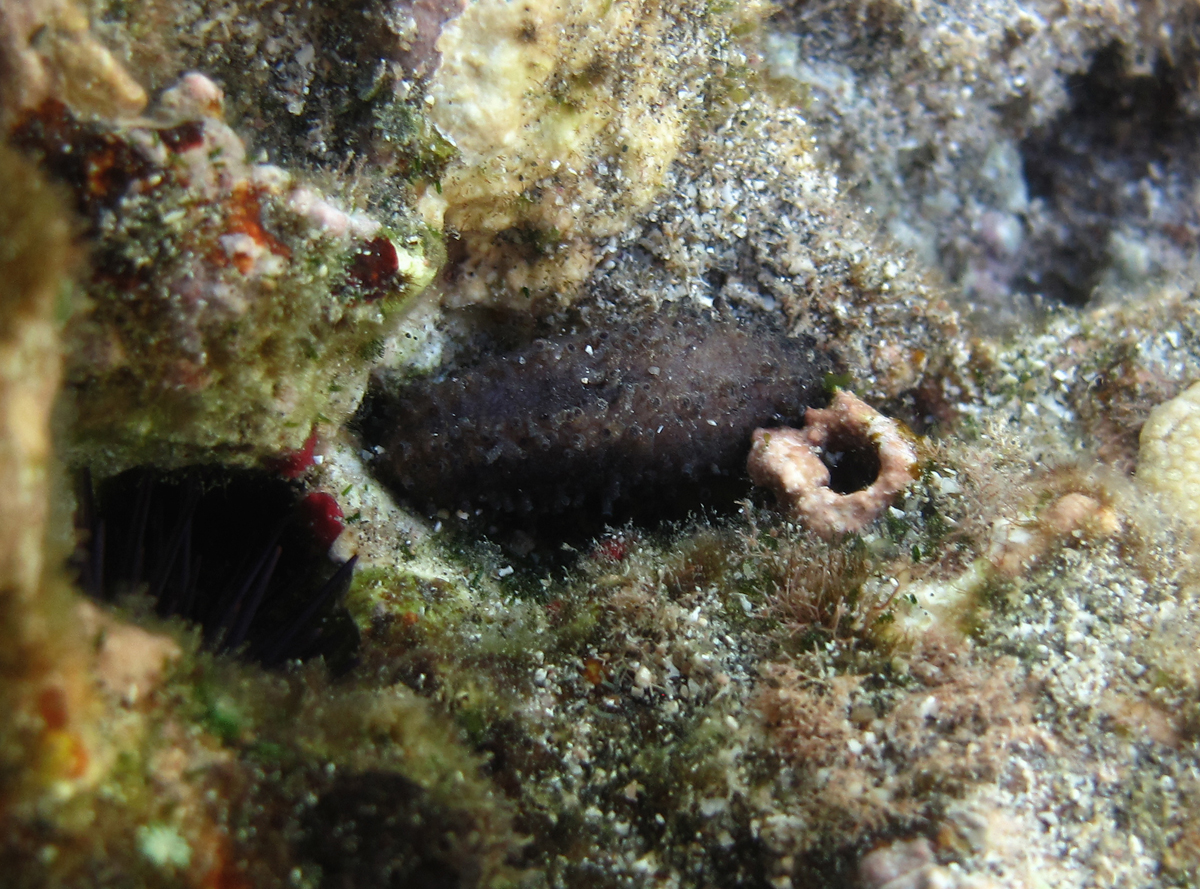
Afrocucumis africana à La Réunion.
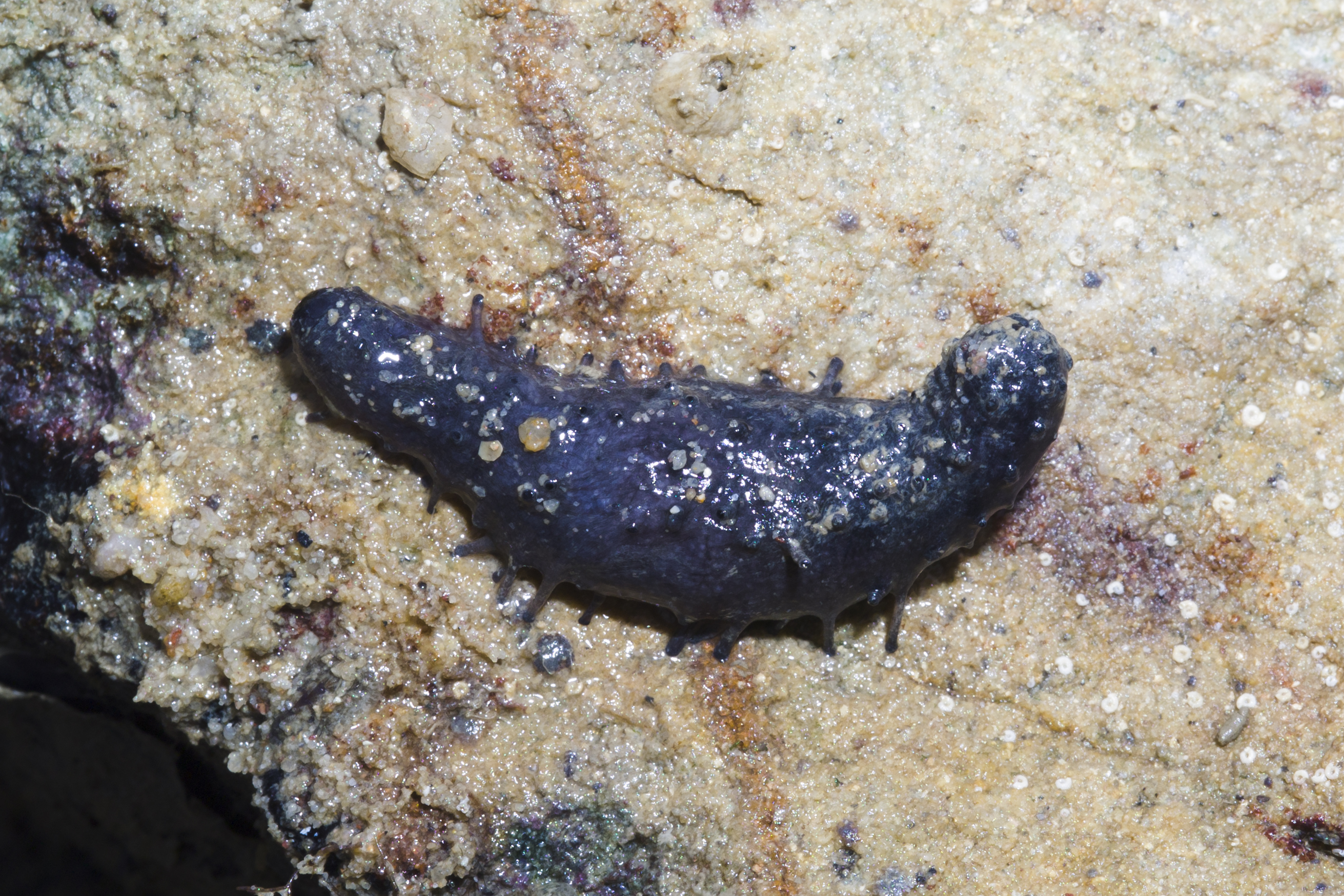
Afrocucumis africana à Singapour.

## Habitat et répartition
Cette espèce se retrouve dans tout l'Indo-Pacifique tropical, et est inféodée aux récifs tropicaux, généralement à faible profondeur, où on la rencontre dissimulée sous des rochers ou dans des anfractuosités. 

## Afrocucumis africanaet l'Homme
Cette espèce est généralement presque immobile, comme de nombreuses holothuries. Cependant, elle est susceptible de produire des toxines de défense, qui la rendent indésirable en aquarium.